# Reel Big Fish
Reel Big Fish és una banda americana. El seu estil és una barreja de ska, reggae i punk.
El 1997 van ser coneguts per la cançó "Sell Out." I a partir dels anys 90 van anar guanyant reconeixements, tal com No Doubt i Sublime.

## Discografia

### Àlbums d'estudi
- Everything Sucks (1995, reeditat el 2000)
- Turn the Radio Off (1996)
- Why Do They Rock So Hard? (1998)
- Cheer Up! (2002)
- We're Not Happy 'Til You're Not Happy (2005)
- Monkeys for Nothin' and the Chimps for Free (2007)
- Fame, Fortune and Fornication (2009)
- Candy Coated Fury (2012)
- Life Sucks...Let's Dance! (2018)

### Àlbums en directe
- Our Live Album Is Better Than Your Live Album (2006) (2 discos, venut conjuntament ambYou're All In This Together)

### Recopilatoris
- Viva La Internet/ Blank CD (2001)
- Favorite Noise (2002) - Edició europea únicament
- Greatest Hit...And More (2006)
- A Best of Us for the Rest of Us (2010)
- Skacoustic (2011)

## Membres
Membres actuals
- Aaron Barrett – veu principal, guitarra rítmica, teclats, sintetitzadors (1994–present), guitarra principal (1992–present), veus secundàries (1992–1994)
- John Christianson (musician)|John Christianson (a.k.a. Johnny Christmas) – trompeta, veus secundàries (2004–present)
- Derek Gibbs – baix elèctric, veus secundàries (2007–present)
- Matt Appleton – saxòfon, veus secundàries (2011–present)
- Edward Larsen - bateria (2014–present)

Membres anteriors
| - Matt Wong – baix elèctric, veus secundàries (1992–2007) - Andrew Gonzales – bateria (1992–1999) - Zach Gilltrap – teclats, sintetitzadors, programming (1992–1994) - Ben Guzman – veu principal (1992–1994) - Lisa Smith – guitarra rítmica (1992–1994) - Dan Regan – trombó, veus secundàries (1994–2013) | - Tavis Werts – trompeta (1994–2001) - Adam Polakoff – saxòfon (1994–1995) - Robert Quimby – trombó (1994–1995) - Stephan Reed – saxòfon (1993-1994) - Eric Vismantas – trompeta (1993-1995) - Scott Klopfenstein – trompeta, rhythm and guitarra principal, teclats, backing and veu principal (1995–2011) | - Grant Barry – trombó (1995–1999) - Carlos de la Garza – bateria (1999–2003) - Tyler Jones – trompeta (2001–2004) (deceased 2020) - Justin Ferreira – bateria (2003–2005) - Ryland Steen (a.k.a. The Rabbit) – bateria (2005–2014) - Billy Kottage - trombó, Hammond Organ, veus secundàries (2013–2019) |

Timeline